# 1860 год в музыке

## События
- 9 апреля сделана самая первая аудиозапись в мире 10-секундная запись, на которой изобретатель фоноавтографа напевает пару строчек из народной песни «Au clair de la lune»[1]

## Родились
- 7 января — Эмануил Манолов  (ум. 1902) — болгарский композитор, хоровой дирижёр и педагог
- 12 января — Александр Ляте (ум. 1948) — эстонский и советский композитор и музыковед
- 13 марта — Хуго Вольф (ум. 1903) — австрийский композитор и музыкальный критик
- 22 марта — Отто Барблан (ум. 1943) — швейцарский органист, композитор и музыкальный педагог
- 4 мая — Эмиль Николаус фон Резничек (ум. 1945) — австрийский композитор чешского происхождения
- 29 мая — Исаак Альбенис (ум. 1909) — испанский композитор и пианист
- 25 июня — Гюстав Шарпантье (ум. 1956) — французский композитор
- 7 июля — Густав Малер (ум. 1911) — австрийский композитор, оперный и симфонический дирижёр
- 10 августа – Вишну Нараян Бхаткханде, индийский музыкант, композитор, теоретик музыки,
- 18 ноября — Игнаций Ян Падеревский (ум. 1941) — польский пианист, композитор, государственный и общественный деятель
- 27 ноября — Виктор Эвальд (ум. 1935) — русский и советский учёный, композитор и виолончелист
- 18 декабря — Эдуард Мак-Доуэлл (ум. 1908) — американский пианист и композитор
- 20 декабря — Дан Лено (ум. 1904) — британский комедиант, танцор и певец
- 26 декабря — Александр фон Филиц (ум. 1930) — немецкий композитор, дирижёр и музыкальный педагог
- 28 декабря — Гарри Смит[англ.] (ум. 1936) — американский писатель, поэт и композитор

## Скончались
- 17 января — Нарсис Жирар (62) — французский скрипач и дирижёр
- 20 февраля — Джордж Бриджтауэр (81) — британский скрипач
- 6 марта — Фридрих Дотцауэр (77) — немецкий виолончелист, композитор и музыкальный педагог
- 14 марта — Луи-Антуан Жюльен (47) — французский дирижёр и композитор
- 28 августа — Фридрих Зильхер (71) — немецкий капельмейстер и композитор
- 25 сентября — Карл Фридрих Цёлльнер (60) — немецкий композитор и хоровой дирижёр.
- 20 октября — Юлиус Корнет (67) — австрийский оперный певец (тенор) и композитор
- 27 ноября — Людвиг Рельштаб (61) — немецкий романист, драматург, музыкальный критик и издатель